# 西原忠毅
西原 忠毅（にしはら ただよし、1913年3月15日 - 2001年6月21日）は、日本の英語学者。

## 略歴
福岡県出身。九州帝国大学文学部英文科卒。九州大学教養部助教授、教授。76年定年退官、名誉教授となり、西南学院大学教授を務めた。英語音声学が専門で、短歌も詠んだ。日本英語音声学会顧問。

## 著書
- 『多角的記憶法英単語集』千代田書房 1952
- 『注意すべき英語の構文』松柏社 1958
- 『英語とジェスチャー』松柏社 1961
- 『英語 (ランダム式問題集)』編. 学生社 1967
- 『陥りやすい英語の難所』松柏社 1971
- 『英語音声学の理論と実践』小出書店 1978
- 『音声と意味 現代英語における語音感の研究』松柏社 1979
- 『ジェスチャー英語』九州大学出版会 1984
- 『英語音声の探究』西南言語研究所 1987
- 『日本語・内から外から』西南言語研究所 1991
- 『凡愚哲学』西南言語研究所 1991
- 『音声学概説』西南言語研究所 1993
- 『日本語の音感 短歌を素材として』 (かささぎ叢書 短歌新聞社 1997
- 『回帰 歌集』 (かささぎ叢書  西南言語研究所 1999

### 共著
- 『現代英語イディオムの構造と用法』谷口雅基共著 九州大学出版会 1985
- 『米語音声学の理論と実践』谷口雅基共著 西南言語研究所 2001